# Faces (Band)
Faces (manchmal auch The Faces) war eine britische Rockband, die 1969 aus den Small Faces hervorging, nachdem Steve Marriott die Gruppe verlassen hatte, um die Band Humble Pie zu gründen. Die neuen Bandmitglieder Ron Wood (Gitarre, ehemals The Birds – nicht zu verwechseln mit The Byrds –, The Creation und Jeff Beck Group) und Rod Stewart (Gesang, ehemals The Steampacket, Jeff Beck Group) stießen zu den verbliebenen Small Faces Ronnie Lane (Bass), Ian McLagan (Keyboard) und Kenney Jones (Schlagzeug).

## Die ursprüngliche Band (1969–1975)
Durch stetes Touren, vor allem in den USA und Kanada, erwarb die Gruppe sich schnell einen Ruf als gute Liveband.
Der Alkoholkonsum und die Eskapaden der Faces setzten sich oft auch auf der Bühne fort. So zerlegte die Gruppe 1975 in Lakeland (Florida) die Einrichtung ihrer Hotelzimmer aus Ärger darüber, dass die Hotelbar bereits 2 Uhr nachts geschlossen hatte (zur Abreise hinterlegten sie aber einen Scheck mit der Schadenersatzsumme).
Die erfolgreichsten Songs der Faces waren Stay with Me, Had Me a Real Good Time und Cindy Incidentally. Auf Rod Stewarts Solo-LPs wirkten die Faces an Hits wie It’s All over Now, Maggie May, (I Know) I’m Losing You u. a. mit.
Als Rod Stewarts Soloerfolg den der Faces überstieg, wurde die Gruppe die Begleitband ihres Sängers. Ronnie Lane stieg im Frühjahr 1973, kurz nach Erscheinen der letzten Studio-LP Ooh La La, nach internen Streitereien aus. Er wurde durch den japanischen Bassisten Tetsu Yamauchi ersetzt.
Nach der letzten Tour brach die Band 1975 auseinander.
Die einzelnen Bandmitglieder gingen verschiedene Wege: Wood ging zu den Rolling Stones; Lane gründete Slim Chance und hatte eine mäßige Solokarriere; Jones wechselte nach dem Tod von Keith Moon zu The Who; Ian „Mac“ McLagan wurde Studiomusiker.

## Reunion
Für das Jahr 2009 hatten Ron Wood, Kenney Jones, Ian McLagan und Rod Stewart eine weltweite Reunion-Tour geplant. Aufgrund von Terminschwierigkeiten Stewarts zerschlugen sich diese Pläne jedoch.
Anfang 2010 gab Ronnie Wood bekannt, dass er mit neuer Besetzung wieder als The Faces auftreten wolle. Die Tour sollte 2011 stattfinden.
Am 25. Mai 2010 wurde bekanntgegeben, dass Mick Hucknall, bisher Frontmann bei Simply Red, neuer Sänger der wiedergegründeten Faces sei und Glen Matlock den Bass übernehmen werde. Zur angekündigten Tournee kam es zunächst nicht, doch spielte die Band 2010 und 2011 auf einigen Festivals. 2012 wurden Faces in die Rock and Roll Hall of Fame aufgenommen und traten bei der Zeremonie auf, Rod Stewart musste als Sänger jedoch kurzfristig aus Krankheitsgründen absagen.
2014 verstarb der Keyboarder Ian McLagan an den Folgen eines Schlaganfalls in Austin, Texas.
Am 5. September 2015 traten Rod Stewart, Ron Wood und Kenney Jones als Faces in Horsham auf. Es war das erste Konzert mit Stewart seit 22 Jahren, allerdings auch der letzte Auftritt der Band.
2021 gab Ron Wood bekannt, dass er mit Rod Stewart und Kenney Jones an neuen Faces-Songs arbeiten würde.

## Diskografie

### Studioalben
| Jahr | Titel                                         | Höchstplatzierung, Gesamtwochen, AuszeichnungChartplatzierungen (Jahr, Titel, Platzierungen, Wochen, Auszeichnungen, Anmerkungen) | Höchstplatzierung, Gesamtwochen, AuszeichnungChartplatzierungen (Jahr, Titel, Platzierungen, Wochen, Auszeichnungen, Anmerkungen) | Höchstplatzierung, Gesamtwochen, AuszeichnungChartplatzierungen (Jahr, Titel, Platzierungen, Wochen, Auszeichnungen, Anmerkungen) | Anmerkungen                                                        |
| Jahr | Titel                                         | DE | UK | US | Anmerkungen                                                        |
| ---- | --------------------------------------------- | --- | --- | --- | ------------------------------------------------------------------ |
| 1970 | The First Step                                | — | UK45 (1 Wo.)UK | US119 (12 Wo.)US | Erstveröffentlichung: März 1970 Produzenten: The Small Faces       |
| 1971 | Long Player                                   | — | UK31 (7 Wo.)UK | US29 (19 Wo.)US | Erstveröffentlichung: April 1971 Produzenten: Faces                |
| 1971 | A Nod Is as Good as a Wink … to a Blind Horse | DE34 (4 Wo.)DE | UK2 (22 Wo.)UK | US6 Gold · (24 Wo.)US | Erstveröffentlichung: Dezember 1971 Produzenten: Faces, Glyn Johns |
| 1973 | Ooh La La                                     | — | UK1 (13 Wo.)UK | US21 (16 Wo.)US | Erstveröffentlichung: April 1973 Produzent: Glyn Johns             |

### Livealben
| Jahr | Titel                                       | Höchstplatzierung, Gesamtwochen, AuszeichnungChartplatzierungen (Jahr, Titel, Platzierungen, Wochen, Auszeichnungen, Anmerkungen) | Höchstplatzierung, Gesamtwochen, AuszeichnungChartplatzierungen (Jahr, Titel, Platzierungen, Wochen, Auszeichnungen, Anmerkungen) | Anmerkungen                                                          |
| Jahr | Titel                                       | UK | US | Anmerkungen                                                          |
| ---- | ------------------------------------------- | --- | --- | -------------------------------------------------------------------- |
| 1974 | Live Coast to Coast: Overture and Beginners | UK3 Gold · (7 Wo.)UK | US63 (11 Wo.)US | Erstveröffentlichung: Januar 1974 mit Rod Stewart Produzenten: Faces |

Weitere Livealben
- 1972: Stereo Pop Special-1 (2 LPs, Live-Splitalbum, mit Led Zeppelin; Aufnahmen: Paris Theatre, London – Led Zeppelin: 1. April 1971 / Faces: 13. Mai 1971)
- 1972: Stereo Pop Special-11 (Live-Splitalbum, mit Rory Gallagher; Aufnahmen: Paris Theatre, London, 1972)

### Kompilationen
| Jahr | Titel                                                                  | Höchstplatzierung, Gesamtwochen, AuszeichnungChartplatzierungen (Jahr, Titel, Platzierungen, Wochen, Auszeichnungen, Anmerkungen) | Höchstplatzierung, Gesamtwochen, AuszeichnungChartplatzierungen (Jahr, Titel, Platzierungen, Wochen, Auszeichnungen, Anmerkungen) | Anmerkungen                                                     |
| Jahr | Titel                                                                  | DE | UK | Anmerkungen                                                     |
| ---- | ---------------------------------------------------------------------- | --- | --- | --------------------------------------------------------------- |
| 1977 | The Best of the Faces                                                  | — | UK24 (6 Wo.)UK | Erstveröffentlichung: Mai 1977 Doppelalbum                      |
| 1999 | The Best of Faces: Good Boys … When They’re Asleep …                   | — | UK32 Gold · (4 Wo.)UK | Erstveröffentlichung: August 1999                               |
| 2003 | Changing Faces: The Very Best Of – The Definitive Collection 1969–1974 | — | UK13 (11 Wo.)UK | Erstveröffentlichung: Oktober 2003 mit Rod Stewart; Doppelalbum |
| 2015 | 1970-1975: You Can Make Me Dance, Sing or Anything …                   | DE90 (1 Wo.)DE | UK80 (1 Wo.)UK | Erstveröffentlichung: 28. August 2015 Box mit 5 LPs             |

Weitere Kompilationen
- 1973: Collection (mit Rod Stewart)
- 1979: Rod Stewart and the Faces (mit Rod Stewart)
- 1980: The Faces Featuring Rod Stewart (mit Rod Stewart)
- 1982: Collection
- 1990: Bright Lights, Big City (mit Rod Stewart)
- 1993: Amazing Grace (mit Rod Stewart)
- 1996: All Shapes & Sizes Family Album
- 2004: Five Guys Walk into a Bar … (Box mit 4 CDs)
- 2007: The Definitive Rock Collection

### EPs
| Jahr | Titel | Höchstplatzierung, Gesamtwochen, AuszeichnungChartsChartplatzierungen (Jahr, Titel, Platzierungen, Wochen, Auszeichnungen, Anmerkungen) | Anmerkungen                    |
| Jahr | Titel | UK | Anmerkungen                    |
| ---- | ----- | --- | ------------------------------ |
| 1977 | Faces | UK41 (3 Wo.)UK | Erstveröffentlichung: Mai 1977 |

### Singles
| Jahr | Titel Album                                                   | Höchstplatzierung, Gesamtwochen, AuszeichnungChartplatzierungen (Jahr, Titel, Album, Platzierungen, Wochen, Auszeichnungen, Anmerkungen) | Höchstplatzierung, Gesamtwochen, AuszeichnungChartplatzierungen (Jahr, Titel, Album, Platzierungen, Wochen, Auszeichnungen, Anmerkungen) | Höchstplatzierung, Gesamtwochen, AuszeichnungChartplatzierungen (Jahr, Titel, Album, Platzierungen, Wochen, Auszeichnungen, Anmerkungen) | Anmerkungen | [↑]: gemeinsam behandelt mit vorhergehendem Eintrag; [←]: in beiden Charts platziert |
| Jahr | Titel Album                                                   | DE | UK | US | Anmerkungen |                                                                                      |
| ---- | ------------------------------------------------------------- | --- | --- | --- | --- | ------------------------------------------------------------------------------------ |
| 1971 | Stay with Me A Nod Is as Good as a Wink …                     | DE28 (9 Wo.)DE | UK6 Silber · (14 Wo.)UK | US17 (10 Wo.)US | Erstveröffentlichung: Dezember 1971 Autoren: Rod Stewart, Ronnie Wood                                                            |                                                                                      |
| 1973 | Cindy Incidentally Ooh La La                                  | — | UK2 (9 Wo.)UK | US48 (9 Wo.)US | Erstveröffentlichung: 16. Februar 1973 Autoren: Rod Stewart, Ronnie Wood, Ian McLagan                                            |                                                                                      |
| 1973 | Pool Hall Richard The Best of the Faces                       | — | UK8 (11 Wo.)UK | — | Erstveröffentlichung: November 1973 Autoren: Rod Stewart, Ronnie Wood                                                            |                                                                                      |
| 1973 | I Wish It Would Rain The Best of the Faces                    | —[UK: ↑] | UK8 (11 Wo.)UK | — | Erstveröffentlichung: 1973 Autoren: Barrett Strong, Norman Whitfield, Roger Penzabene Original: The Temptations, 1967            |                                                                                      |
| 1974 | You Can Make Me Dance, Sing or Anything The Best of the Faces | — | UK12 (8 Wo.)UK | — | Erstveröffentlichung: November 1974 mit Rod Stewart Autoren: Rod Stewart, Ronnie Wood, Ian McLagan, Kenney Jones, Tetsu Yamauchi |                                                                                      |

Weitere Singles
- 1970: Flying
- 1970: Around the Plynth
- 1970: Wicked Messenge
- 1970: Had Me a Real Good Time
- 1971: Maybe I’m Amazed
- 1971: I Know I’m Losing You
- 1973: Ooh-La-La (UK: Gold)
- 1975: As Long as You Tell Him

### Videoalben
- 1988: Video Biography (mit Rod Stewart)
- 1995: Last Concert (mit Rod Stewart)
- 2005: The Best of Rod Stewart & the Faces: The Early Years – A DVD Biography (UK: Gold)